# بيير غيروكس
بيير غيروكس هو لاعب هوكي الجليد كندي، ولد في 17 نوفمبر 1955 في هاوكيسبيري في كندا.

## وصلات خارجية
- بيير غيروكس على موقع دوري الهوكي الوطني (الإنجليزية)
- بيير غيروكس على موقع EliteProspects.com (الإنجليزية)
- بيير غيروكس على موقع HockeyDB.com (الإنجليزية)
- بيير غيروكس على موقع Hockey-Reference.com (الإنجليزية)